# Fedorivka (Crimea)
|  | Per a altres significats, vegeu «Fedorivka». |

Fedorivka (en ucraïnès: Федорівка, en rus: Фёдоровка, Fiódorovka) és un poble de la República Autònoma de Crimea, a Ucraïna, que el 2014 tenia 15 habitants. Pertany al districte rural de Djankoi. Fins al 1940 la vila es deia Tegue.